# جاتين ماتارازو
جاتين ماتارازو (بالإنجليزية: Gaten Matarazzo)‏؛ ولد في نيو جيرسي لديه أخت أكبر وأخ أصغر. لديه خلل التعظم الترقوي القحفي، وهي سمة يتقاسمها مع شخصيات أشياء غريبة. وهو يستخدم أطقم الأسنان نتيجة لحالته، ويستخدم شهرته لزيادة الوعي حوله، يستخدم ماتارازو برنامجه لرفع الوعي حول خلل التعظم الترقوي القحفي وجمع التبرعات، والمنظمة تساعدهم على تغطية تكاليف الجراحات لمن يعانون من خلل التعظم الترقوي القحفي. كما بدأ ماتارازو أيضًا بطرح مجموعة من القمصان التي ستذهب عائداتها إلى المنظمة. وعلى مواقع وسائل الاعلام الاجتماعية يقوم ماتارازو بنشاط بإخبار أتباعه عن كيفية التبرع للمنظمة والأحداث المختلفة التي سيشارك فيها مؤخرًا، بدأت أخته أيضًا حملة على الفيسبوك لجمع أموال للمنظمة.

## روابط خارجية
- جاتين ماتارازو على موقع IMDb (الإنجليزية)
- جاتين ماتارازو على موقع ميتاكريتيك (الإنجليزية)
- جاتين ماتارازو على موقع روتن توميتوز (الإنجليزية)
- جاتين ماتارازو على موقع ألو سيني (الفرنسية)
- جاتين ماتارازو على موقع ميوزك برينز (الإنجليزية)
- جاتين ماتارازو على موقع أول موفي (الإنجليزية)
- جاتين ماتارازو على موقع قاعدة بيانات برودواي على الإنترنت (الإنجليزية)
- جاتين ماتارازو على موقع قاعدة بيانات الفيلم (الإنجليزية)